# Sabhā
Sabha, ord för indisk folkförsamling sedan forntiden. Personifierad som en gudom är Sabha dotter till Prajapati i Atharvaveda.